# Ferrari F310
A Ferrari F310 Formula–1-es versenyautó, amellyel a Scuderia Ferrari az 1996-os Formula–1 világbajnokságban vett részt, illetve átdolgozott változatával, az F310B-vel az 1997-es világbajnokságban. Pilótái mindkét évben Michael Schumacher és Eddie Irvine voltak. Ez volt a Schumacher-korszak kezdete a Ferrarinál, és ez volt a hetvenes évek óta az első autójuk, amit Shell-üzemanyaggal hajtottak. Továbbá ez volt az utolsó John Barnard által tervezett autójuk is.

## Az F310-es és az 1996-os év
Az F310-es kétségtelenül az élmezőnybe tartozó autó volt, de hiányzott belőle az a hosszútávú tempó és megbízhatóság, amely abban az évben a Williams FW18-ast jellemezte. A Williams dominanciája mellett Schumacher három győzelmet szerzett (köztük a spanyol nagydíjon egy esős versenyen legendásan jó teljesítménnyel), azonban az autó megbízhatatlanságát jól mutatta, hogy Irvine egymást követő nyolc versenyen is kiesett, és emellett három kettős kiesésük is volt, mind műszaki okokból. Schumacher realista módon állt hozzá az idényhez, és számolt azzal, hogy csak pár versenyt tud megnyerni, és az igazi küzdelem a világbajnoki címért 1997-ben vár rá. Míg a hibák kijavításán ügyköztek, a szezon elején az előző évi autó alkatrészeit is felhasználták.
Ez volt az első V10-es motorral szerelt Ferrari, amivel a csapat utolsóként hagyta ott a sokáig általuk alkalmazott V12-es motorokat. A V10-esek kompaktabbak voltak, teljesítmény és üzemanyag-fogyasztás tekintetében pedig kiegyensúlyozottabbak, mint a gyors, de rengeteget fogyasztó V12-es, vagy a lassabb, de takarékos V8-asok. Az autó is a motorról kapta a 310-es megjelölést, utalva a hengerűrtartalomra és a hengerszámra.
Eleinte az F310-es volt az egyetlen autó a mezőnyben, ami kitartott az alacsonyan tartott orr koncepciója mellett, ugyanis a legtöbb csapat a magas fekvésű, hegyes orra szavazott. Az oldaldobozok emiatt magasabbak és szélesek voltak, hogy segítsék a hűtést (ezt a célt szolgálta a furcsa kiképzésű, nagyon alacsony felső légbeömlő nyílás is), de a gyakorlatban ez nem mindig működött. John Barnard azt nyilatkozta, hogy a tervezéskor ő is a magasan fekvő orra gondolt, az autót pedig egy folyamatosan fejlesztendő egészként képzelte el, amely harcban van a világbajnoki címért. Kanadától kezdve aztán a csapat is adaptálta a magas orrot. Az F310-esen szerepeltek először a kormánykeréken az addig a műszerfalon lévő kijelzők és kapcsolók.
Eddie Irvine utólag nem túl pozitívan nyilatkozott az autóról, rettenetesnek, vezethetetlen hulladéknak nevezve, a tervező John Barnard is elismerte, hogy nem volt valami jó. Schumacher később "ejtőernyőként" utalt rá. A csapat mindazonáltal konstruktőri második lett.

## Az F310B-s és az 1997-es év

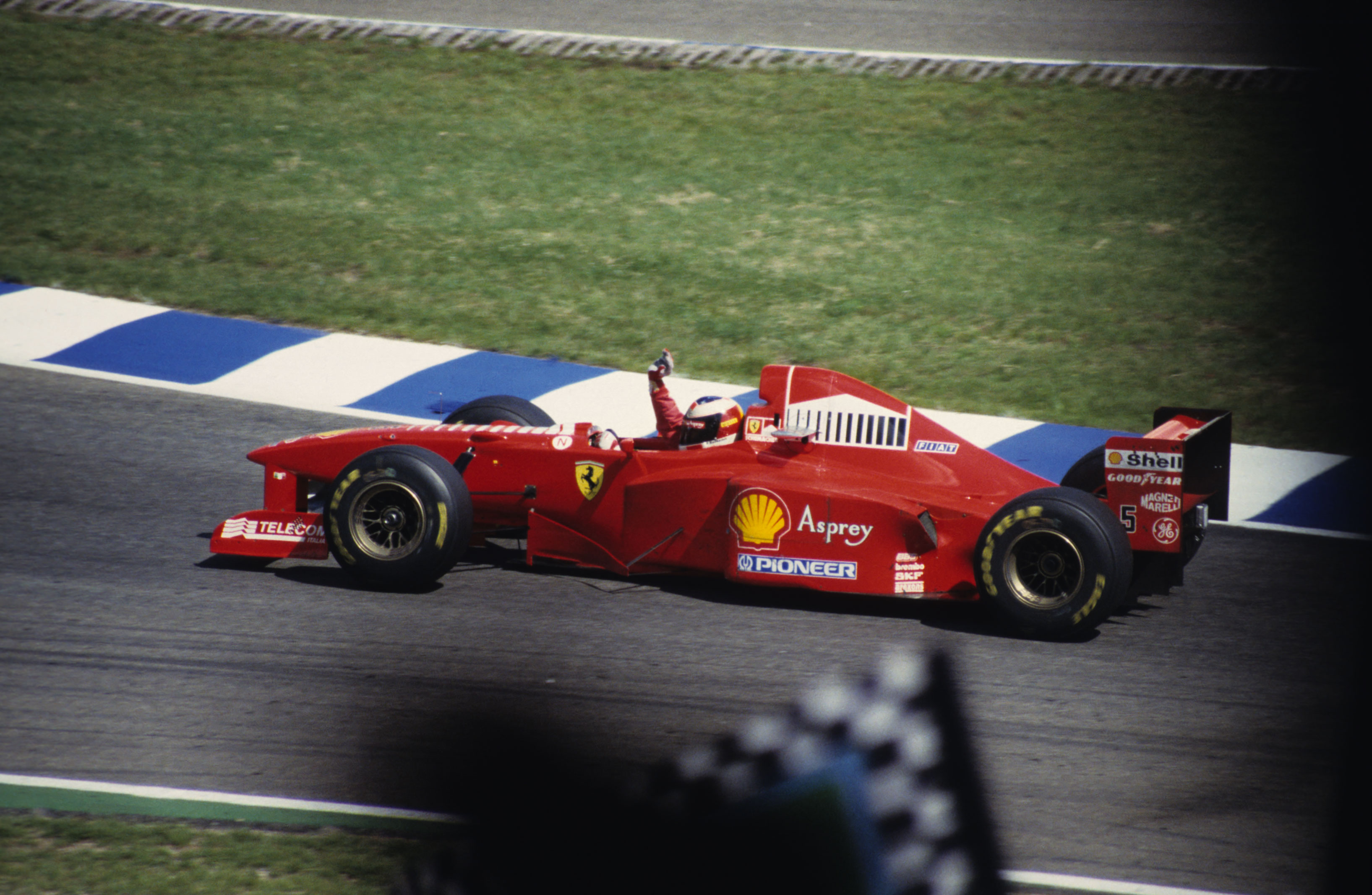
Schumacher az F310B-ben

1997 közepén a csapatvezér Jean Todt úgy döntött, hogy mindenkinek, így a technikai fejlesztésért felelős részlegnek is Olaszországba kell költöznie. John Barnard személyes okokból nem volt hajlandó vállalni a költözést, így megváltak tőle. Helyette Rory Byrne és Ross Brawn lettek felelősek az autó további fejlesztéséért. Ekkor állt össze az az álomcsapat, amely hat konstruktőri és öt egyéni világbajnoki címet szerzett a későbbiekben. Az 1997-es autó effektíve az előző évi átdolgozása volt, így kapta az F310B nevet. A csapat további öt győzelmet szerzett az idényben.
Az F310B sokkal gyorsabb és megbízhatóbb volt, mint elődje, mindazonáltal stabilitási gondokkal küszködött, főként az első része. Ennek megoldására már Byrne és Brawn érkezése után bevetettek egy új első szárnyat.
Schumacher 1996-ban kezdetben is három győzelemmel számolt, 1997-ben pedig a világbajnokság megnyerésével. És erre minden esélye megvolt, ugyanis a szezonzáró futamig harcban volt a címért. Csakhogy nem volt képes védekezni Jacques Villeneuve ellen, és egy vitatott manőverrel nekiment versenytársának, aminek hatására kicsúszott a kavicságyba és kiesett. Villeneuve lett a világbajnok, Schumachert pedig a sportszerűtlennek minősített manőver miatt diszkvalifikálták az egész 1997-es idényről. A csapat az általa szerzett pontokat megtarthatta, így a Ferrari ismét konstruktőri második lett.

## Eredménylista
(félkövérrel jelölve a pole pozíció; dőlt betűvel a leggyorsabb kör)
| Év   | Kasztni | Motor                  | Gumik | Pilóták            | 1   | 2   | 3   | 4   | 5   | 6   | 7   | 8   | 9   | 10  | 11  | 12  | 13  | 14  | 15  | 16  | 17  | Pontok | Helyezés |
| ---- | ------- | ---------------------- | ----- | ------------------ | --- | --- | --- | --- | --- | --- | --- | --- | --- | --- | --- | --- | --- | --- | --- | --- | --- | ------ | -------- |
| 1996 | F310    | Ferrari Tipo 046 V10   | G     |                    | AUS | BRA | ARG | EUR | SMR | MON | ESP | CAN | FRA | GBR | GER | HUN | BEL | ITA | POR | JPN |     | 70     | 2.       |
| 1996 | F310    | Ferrari Tipo 046 V10   | G     | Michael Schumacher | KI  | 3   | KI  | 2   | 2   | Ret | 1   | KI  | NI  | KI  | 4   | 9   | 1   | 1   | 3   | 2   |     | 70     | 2.       |
| 1996 | F310    | Ferrari Tipo 046 V10   | G     | Eddie Irvine       | 3   | 7   | 5   | KI  | 4   | 7   | KI  | KI  | KI  | KI  | KI  | KI  | KI  | KI  | 5   | KI  |     | 70     | 2.       |
| 1997 | F310B   | Ferrari Tipo 046/2 V10 | G     |                    | AUS | BRA | ARG | SMR | MON | ESP | CAN | FRA | GBR | GER | HUN | BEL | ITA | AUT | LUX | JPN | EUR | 102    | 2.       |
| 1997 | F310B   | Ferrari Tipo 046/2 V10 | G     | Michael Schumacher | 2   | 5   | KI  | 2   | 1   | 4   | 1   | 1   | KI  | 2   | 4   | 1   | 6   | 6   | KI  | 1   | KI  | 102    | 2.       |
| 1997 | F310B   | Ferrari Tipo 046/2 V10 | G     | Eddie Irvine       | KI  | 16  | 2   | 3   | 3   | 12  | KI  | 3   | KI  | KI  | 9   | 10  | 8   | KI  | KI  | 3   | 5   | 102    | 2.       |

## Egyéb megjelenések
Klasszikus autóként megjelent az F1 2013 című videojátékban.

## Forráshivatkozások
1. ↑  Grandprix.com: Pressure on Ferrari (again) (brit angol nyelven). www.grandprix.com. (Hozzáférés: 2022. február 2.)
2. ↑  Ferrari F310 - F1technical.net. www.f1technical.net. (Hozzáférés: 2022. február 2.)
3. ↑  TECH TUESDAY: Under the skin of Michael Schumacher's first Ferrari winner | Formula 1® (angol nyelven). www.formula1.com. (Hozzáférés: 2022. február 2.)
4. ↑  Archivált másolat. [2022. január 17-i dátummal az eredetiből archiválva]. (Hozzáférés: 2022. február 2.)
5. ↑  Hoare, Callum: Michael Schumacher: F1 legend's LAST interview before accident REVEALED on 50th birthday (angol nyelven). Express.co.uk, 2019. január 3. (Hozzáférés: 2022. február 2.)
6. ↑  How Schumacher and Todt transformed Ferrari (angol nyelven). www.motorsport.com. (Hozzáférés: 2022. február 2.)
7. ↑  Archivált másolat. [2017. szeptember 14-i dátummal az eredetiből archiválva]. (Hozzáférés: 2022. február 2.)
8. ↑  BBC News | Europe | Schumacher loses championship runner-up crown. news.bbc.co.uk. (Hozzáférés: 2022. február 2.)

## Fordítás
Ez a szócikk részben vagy egészben  a   Ferrari F310 című angol Wikipédia-szócikk ezen változatának fordításán alapul.  Az eredeti cikk szerkesztőit annak laptörténete sorolja fel. Ez a jelzés csupán a megfogalmazás eredetét és a szerzői jogokat jelzi, nem szolgál a cikkben szereplő információk forrásmegjelöléseként.